# Джигда-хатун
Джигда-хатун (груз. ჯიგდა-ხათუნი, ум. 1252) — царица-консорт Грузии, первая жена царя Давида VII Улу.

## Происхождение и замужество
Средневековые грузинские хроники не дают никаких сведений о происхождении Джигды-хатун. Её имя свидетельствует о возможном монгольском происхождении. Согласно современному историку Иване Джавахишвили, Давид VII мог жениться на ней примерно в 1247 году по политическим причинам, находясь при дворе монгольского кагана Гуюка, ожидая признания его царём Грузии и разрешения спора о престолонаследии со своим тёзкой — двоюродным братом Давидом VI Нарином. Другой современный учёный Кирилл Туманов считал Джигду-хатун сельджукской принцессой, дочерью султана Коньи. В надписи из церкви Абелиа на юге Грузии она упоминается как Тамар-хатун, что указывает на то, что она получила новое, христианское имя в Грузии.

## Регентство
Участие Джигды-хатун в управлении Грузией было вызвано отъездом Давида ко двору Батыя, когда она вместе с придворным Джикуром осталась в роли регентов. Джикур, хотя и занимал относительно незначительную должность церемониймейстера (местумре), имел большое влияние при дворе благодаря своей преданности Давиду VII. Он сыграл важную роль в снижении уровня разбоев в стране. Таким образом, Джикур остался охранять царицу в Тбилиси. Он также отвечал за строительство королевского дворца в Исани и взимание дани с «диких» горцев Пхови. Регентство Джигды-хатун было отвергнуто знатным Торгвой из Панкиси, который попытался отделиться от царства в Кахетии, области, вверенной ему Давидом. По возвращении царя в Грузию притязания Торгвы начали ослабевать, и он вернулся в свое Панкисское владение. Джикур выманил его оттуда обещанием безопасности, но приказал убить по наущению Джигды-хатун.

## Вопрос о престолонаследии и смерть
Поскольку Джигда-хатун оставалась бездетной, что служило источником большого беспокойства для грузинской знати, Давид взял себе в 1249 году временную жену, прекрасную аланскую женщину Алтун, от которой он согласился отказаться после рождения наследника. Их сын Георгий появился на свет в 1250 году и был усыновлен Джигдой-хатун. Союз Давида с Алтун был расторгнут после рождения второго ребёнка — дочери Фамари. Джигда-хатун умерла в 1252 году и была похоронена в царском некрополе в Мцхете. Давид вскоре женился в третий раз, на Гванце Кахаберидзе.